# I Am
Az I Am a harmadik albuma a német Monrose nevű triónak. Az albumot a Starwatch és a Warner Music Group adta ki 2008. szeptember 26-án világszerte.
A lemez fő producerei Jiant & Snowflakers, viszont rengeteg új producerrel is lehetősége nyílt az együttesnek dolgozni az albumon.

## Dallista
1. "Strike The Match" (Ryan Tedder, Deborah Epstein) – 2:56
2. "A Love Bizarre" (Sheila Escovedo, Prince Rogers Nelson) – 3:47
3. "Certified" (Mich Hansen, Jonas Jeberg, Edwin "Lil' Eddie" Serrano, Eritza Laues) – 3:06
4. "Why Not Us" (Guy Chambers, Alexis Strum) – 3:29
5. "Going Out Tonight" (Pete Kirtley, Obi Mondhera) – 2:50
6. "You Can Look" (Nermin Harambasic, Anne Judith Wik, Ronny Svendsen, Robin Jenssen) – 3:25
7. "Tip Toe" (Cozi Costi, Thomas Gustafsson, Hugo Lira, Ian-Paolo Lira, Carl Ryden) – 2:59
8. "Teach Me How To Jump" (David Eriksen, Virginia McGran) – 3:31
9. "Stolen" (Didrik Thott, Carl Björsell, Edward Steve Louis) – 3:19
10. "Electricity" (Danny Volpe, Thomas Lipp) – 2:56
11. "Hit 'N' Run" (JoelJoel, The Provider, Charlie Mason) – 3:14
12. "No Never" (Rob Davis, Shelly Poole) – 3:45
13. "Stained" (Andreas Rhondame, Josef Larossi, Király Linda, Savan Kotecha) – 3:37
14. "What They Want" (Alex Cartana, Pete Martin, Jasmine Baird) – 3:53
15. "Don't Touch The Fader" (Karen Poole, Mathias Wollo, Jonas Quant) – 3:17

iTunes bonus track
"Step Aside" (Mich Hansen, Jonas Jeberg, Edwin "Lil' Eddie" Serrano, Eritza Laues) – 3:07

## Toplisták
| Toplista (2006)                 | Csúcshelyezés | Minősítés |
| ------------------------------- | ------------- | --------- |
| Osztrák Albumtoplista           | 20            | --        |
| Német Albumtoplista             | 9             | --        |
| Svájci Albumtoplista            | 14            | --        |
| U.S. Billboard European Top 100 | 35            | --        |